# مجزرة 14 يوليو 1953 في باريس
شهدت مجزرة 14 يوليو 1953 في باريس إطلاق النار عمدًا وبدون سابق إنذار من قبل قوات الشرطة الفرنسية على مجموعة من المتظاهرين، مما أسفر عن مقتل 6 جزائريين وفرنسي وفقًا للأرقام الرسمية، ولكن يُعتقد أن العدد الفعلي أكبر بكثير بسبب عدم رغبة المصابين اللجوء إلى المستشفيات الفرنسية. وقعت الحادثة في نهاية مظاهرة نظمها الحزب الشيوعي الفرنسي (PCF) والكنفدرالية العامة للشغل (CGT) للاحتفال بـ «قيم الجمهورية» في العيد الوطني الفرنسي (يوم الباستيل)، وتُعد هذه المجزرة جزءَا بما يعرف بـ «مجازر باريس»، التي تشمل مجزرة 6 فبراير 1934 (15 قتيلًا)، مجزرة 17 أكتوبر 1961 (أكثر من 200 قتيل) ومجزرة شارون في 8 فبراير 1962 (9 قتلى).
في 14 يوليو/جويلية 1953، خرج ما بين 10000 و1500 شخص للتظاهر سلميا في الشوارع. كان تقريبًا نصف الموكب مكون من جزائريين (بين 6000 و8000) بقيادة حزب حركة الانتصار للحريات الديمقراطية (MTLD) التابع لمصالي الحاج، حيث كانت المسيرة تسير على نحو طبيعي ودون اضطرابات. لكن الأمور اتخذت منعطفًا مأساويًا عندما انضمت مجموعة من المتظاهرين إلى ميدان لاناسيون في نهاية المسيرة، وفي غضون دقائق قليلة، تعرض الموكب الجزائري لعشرات من الطلقات النارية من قبل الشرطة الفرنسية.
فرضت السلطات الفرنسية بعد هذه الأحداث، ولمدة 14 عامًا، حظرًا على التظاهرات في الأول من مايو في يوم العمال العالمي (منع تنظيم المسيرات من عام 1953 حتى عام 1968)، وكذلك في الرابع عشر من يوليو. كانت هذه الحادثة سببا في نهاية الاحتفالات الشعبية المنظمة في العاصمة الفرنسية باريس خلال العيد الوطني.
جاء هذا الحادث في سياق قمع القومية الجزائرية والانتفاضات التي وقعت في المغرب وتونس وقبل عام تقريبَا من بَدْء الثورة التحريرية الجزائرية في الأول من نوفمبر 1954.
نُسِيت هذه المجزرة لأكثر من ستين سنة، ولم يتم تسليط الضوء عليها إلا مع بداية عقد 2000، حيث ظهرت بعض الكتب التاريخية والوثائقيات المخصصة بالكامل لهذه المسيرة، ولم تعترف بلدية باريس بالمجزرة حتى عام 2017 في الذكرى 64 للحادثة، ووضعت لافتة تاريخية في ساحة لارينيون.

## السياق التاريخي

### هجرة جزائرية مكثفة

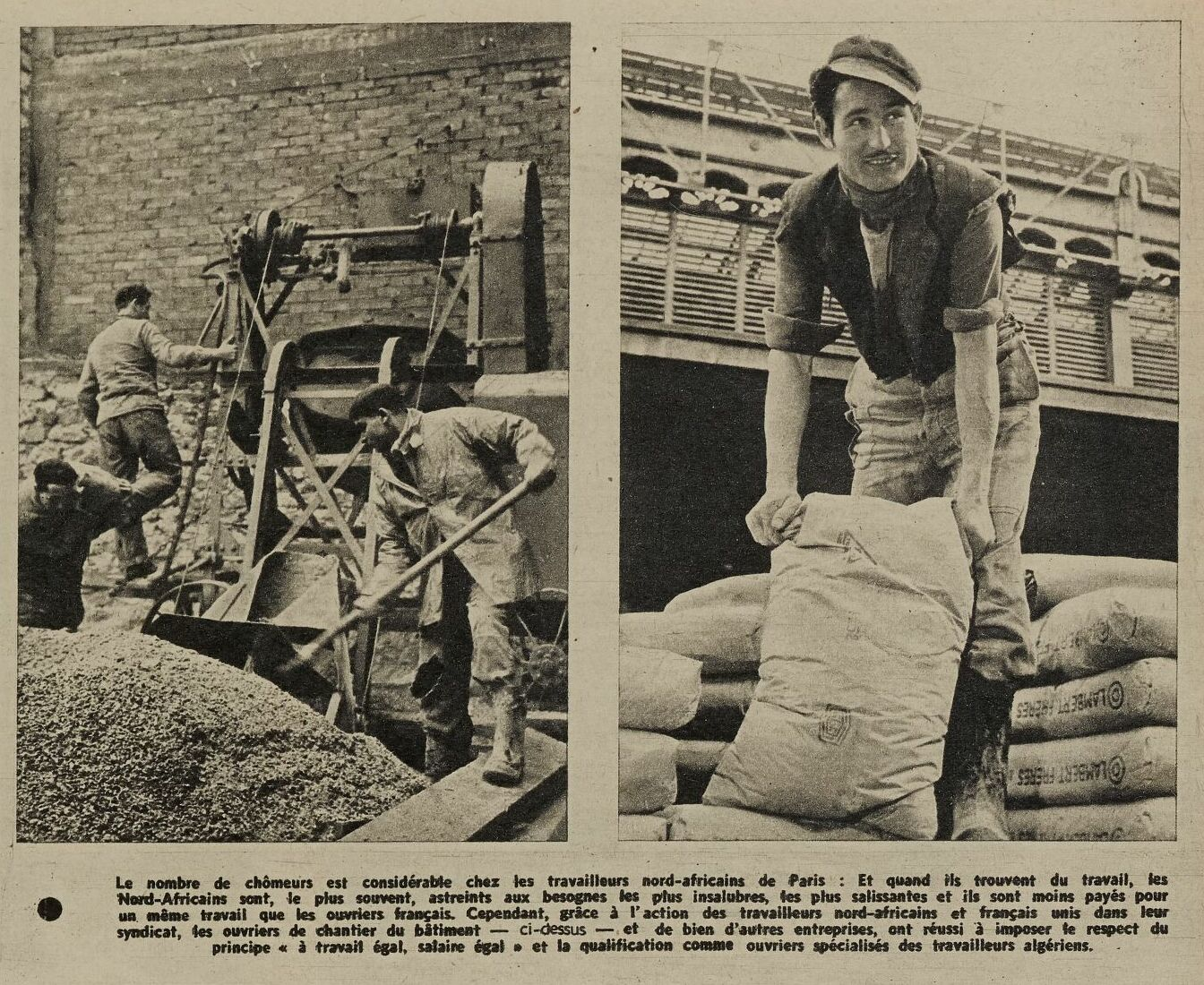
منشور مجلة Regards حول حياة الجالية المغاربية في باريس. العدد 339، الصادر في 15 فبراير 1952.

ازداد عدد المهاجرين الجزائريين إلى فرنسا بشكل ملحوظ، خصوصًا بعد الحرب العالمية الثانية، حيث كان عدد الأشخاص القادمين من شمال إفريقيا إلى فرنسا يقدر بحوالي 50000 نسمة في عام 1946، ووصل إلى 400000 نسمة في عام 1952. يعني ذلك أن عددهم تضاعف تقريبًا ثماني مرات خلال ست سنوات. كانت هذه الفئة تتألف أساسًا من العمال الذين كانوا يمتهنون في الحرف الشاقة مثل المناجم والبناء، وسرعان ما اتهمهم المجتمع الفرنسي آنذاك بالتورط في تجارات غير مشروعة وأنهم السبب في زيادة معدلات الجريمة في البلاد. ولم تتوانَ الصِّحافة المتطرفة في نشر خطابات عنصرية موجهة ضدهم، على شاكلة : «إن أخلاقهم مشكوك فيها […] ليس لديهم حس المسؤولية، إن استهتارهم وتقبّلهم لمصريهم المحتوم في المناجم والمصانع، أين تتربص بيهم الموت من كل جانب، يمكن أن يؤدي إلى أسوأ الكوارث في مجتمعنا».

### مشاركة حركة الانتصار للحريات الديمقراطية في المسيرات
يقوم الحزب الشيوعي الفرنسي (PCF) والكونفدرالية العامة للشغل (CGT) وبعض المنظمات والجمعيات القريبة منهم، مثل رابطة حقوق الإنسان، بتنظيم مسيرات كل عام في اليوم الوطني الفرنسي المعروف باسم يوم الباستيل، الذي يحتفل به سنويًا في 14 يوليو. تهدف هذه المسيرات إلى الاحتفال بما يُعرف بـ «قيم الجمهورية»، ويعود هذا التقليد إلى عام 1936 ويتم تنظيمه سنويًا في 14 يوليو، باستثناء فترة الإدارة العسكرية الألمانية.
أسس مصالي الحاج حزباً جديداً عام 1946 وأطلق عليه اسم حركة الانتصار للحريات الديمقراطية (MTLD)، وذلك لتوفير غطاء قانوني لنشاطه السياسي بعدما اعتبرت فرنسا حزبه السابق حزب الشعب الجزائري (PPA) منظمة انفصالية وحظرته عام 1939 والذي كان يضم حوالي 20 ألف مناضل في الجزائر و5 آلاف في فرنسا. كانت مطالب مصالي الحاج تتعلق بالمساواة في الأجور بين الجزائريين والفرنسيين، وتشريع الأعياد الإسلامية، والسماح للجالية الجزائرية في فرنسا بالسفر سنوياً إلى شمال أفريقيا.
يشارك الجزائريون أتباع مصالي الحاج منذ عام 1950، في هذه المسيرات الشعبية، على الرغْم من اختلافاتهم مع الحزب الشيوعي الفرنسي، الذي لم يعلن لهم دعمه الصريح فيما يتعلق باستقلال الجزائر، وعلى النقيض، كان نفس الحزب يدعم الشيوعيين الفيتناميين بقوة ويساهم في إسماع صوتهم عن طريق تنظيم العديد من الاحتجاجات بين عامي 1949 و1950 للتنديد بالحرب في الهند الفرنسية آنذاك.
لكن سرعان ما أصبح الموكب الجزائري في هذه المسيرات ضخمًا، حيث كان يمثل ثلث وفي بعض الأحيان نصف عدد المتظاهرين. ووفقا للمؤرخ الفرنسي إيمانويل بلانشار، في بداية الخمسينيات، «كان من الصعب تمييز الشيوعيين عن المصاليين — أتباع مصالي الحاج — خلال هذه المسيرات».
اعتاد الشيوعيون الفيتناميون، خلال حرب الهند الصينية الأولى، على المشاركة في المظاهرات المنظمة من قبل الحزب الشيوعي الفرنسي والكنفدرالية العامة للشغل، للتنديد بالحرب في الهند الصينية. بينما كان جزء من الجزائريين في هذه الفترة ينظمون مظاهرات بمفردهم للدفاع عن مطالبهم السياسية. لكن، سرعان ما واجهت هذه المظاهرات التحررية قمعًا من قبل الشرطة، من خلال مطاردات تعسفية ورفض التجمعات والاضطهاد. بعد أن أصبحت هذه المسيرات الجزائرية المستقلة تحديًا صعبًا، قرر حزب حركة الانتصار للحريات الديمقراطية رغم اختلافاته مع المنظمين، المشاركة في المسيرات المنظمة يوم عيد العمال في الأول من مايو واليوم الوطني الفرنسي في الرابع والعشرين من يوليو، مع التنديد بمطالبه الخاصة.

### ثلاث سنوات من قمع نضال الجزائريين

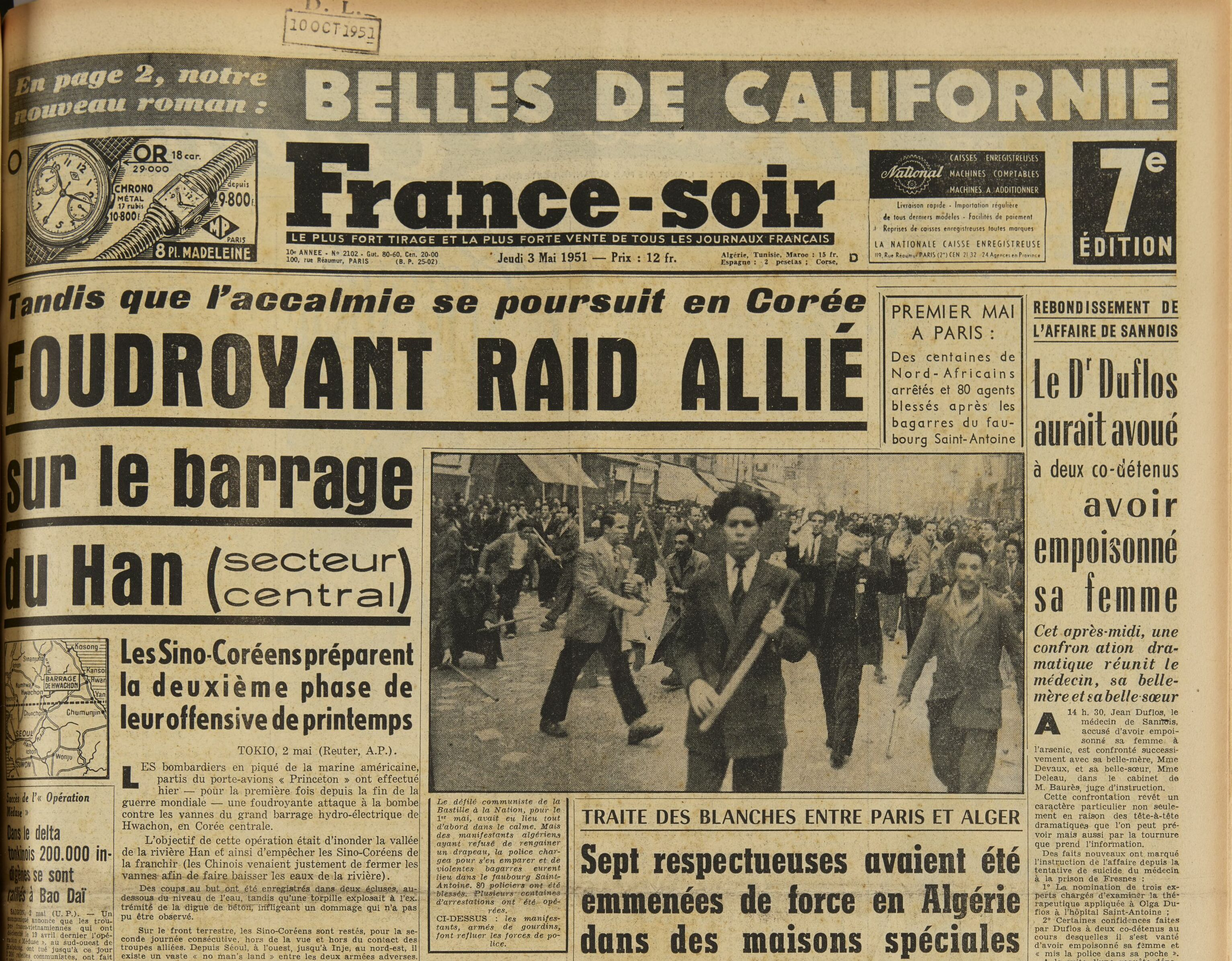
مظاهرة الأول من مايو 1951. جريدة فرانس سوار في 3 مايو 1951.

تجمع حوالي 3000 جزائري في سبتمبر أمام مطبعة الشركة الوطنية للصحافة في فرنسا، للتنديد والاحتجاج على عدم نشر صحيفة الجزائر حرة (Algérie Libre)، التي كانت تعتبر الذراع الإعلامي لحزب حركة الانتصار من أجل الحريات الديمقراطية. اعتقلت الشرطة في ذلك الوقت 1127 محتجًا، وتصاعدت المواجهات بعد ذلك في ديسمبر، عندما هاجم حوالي 30 جزائريًا مركزًا للشرطة في حي بلفيل بباريس بسبب اعتقالهم لشخصين من جاليتهم.
في أبريل 1951، قامت قوات الأمن الفرنسية بمنع مظاهرة لحركة الانتصار للحريات الديمقراطية (MTLD)، وتم اعتقال 150 جزائريًا وجرح العديد منهم. تولت المراسلة الصحفية الفرنسية مادلين ريفود تغطية هذه المظاهرات بصفتها مراسلة في صحيفة لا في أوفريير (الحياة العملية)، وكانت تهتم بتغطية ظروف عمل المهاجرين. كان لريفود ارتباط وثيق بالحزب الشيوعي الفرنسي، حيث أن زوجها روجيه بانيكان كان بطلًا سابقًا في المقاومة الفرنسية وكان مسؤولًا عن نقابة اليد العاملة المهاجرة (MOI) في الحزب الشيوعي.
في الأول من مايو، الذي يوافق عيد العمال، خرج العديد من الجزائريين في مواكب للمشاركة في المسيرات الشعبية التي تنظم بمناسبة هذا العيد وذلك في العديد من المدن الفرنسية، مثل دويه ولنس وليل وفالانسيان والعاصمة باريس. شارك حزب حركة الانتصار للحريات الديمقراطية (MTLD) للمرة الثانية في هذه المسيرات لكن بصفوف مستقلة ورفعوا شعارات «الجزائر للجزائريين». قامت الصحفية الفرنسية مادلين ريفود، التي تقربت من الحزب سابقا، بتغطية الحدث وكانت تحظى بسمعة جيدة في أوساط الصحافة الفرنسية ونشرت مقالًا في اليوم الموالي تحت عنوان «1 مايو، يوم تاريخي».
خلال المظاهرة، قام أعضاء الحزب برفع العلم الجزائري، فباشرت قوات الأمن باعتقال مئات الأشخاص وأصابت 68 شخصًا بجروح بليغة، تلتها بحملات بوليسية مكثفة ضد الجزائريين أمام قاعة واغرام في باريس (هذه الحملات تعرف بالفرنسية باسم "رافل"، وتتمثل في اختيار أشخاص عشوائيين واعتقالهم وتعذبيهم بهدف ترويع البقية، كان هذا الأسلوب شائعا ضد الجزائريين سواء في فرنسا أو الجزائر).
كان من المقرر أن ينظم حزب MTLD اجتماعًا في ديسمبر، بحضور ممثلي الدول العربية في الأمم المتحدة. لكن الأمور اتخذت منعطفًا آخر، حيث قامت الشرطة بإلقاء القبض على 5900 جزائري في محيط فيل ديف (ملعب في باريس) ومحطات المترو والضواحي الباريسية. تم احتجاز الجزائريين واستجوابهم لعدة ساعات في مستشفى بوجون ومتنزه مونسو بارك.
في الأول من مايو عام 1952، شهدت المسيرات مشاركة أكبر للعمال الجزائريين، وتدخلت قوات الأمن مجددًا لمصادرة اللافتات التي تطالب باستقلال الجزائر واستخدمت الشرطة أسلحتها النارية في القمع.
في الثالث والعشرين من مايو، نزل 300000 جزائري إلى الشوارع احتجاجًا على القمع الذي تعرضوا له في الرابع عشر من مايو في أورليانزفيل (الشلف حاليًا) على الأراضي الجزائرية، حيث أطلقت الشرطة النار على المتظاهرين برشاشات، ما أسفر عن مقتل اثنين وإصابة العديد من الجرحى. في المساء، تم اعتقال مصالي الحاج وترحيله إلى فرنسا، حيث وضع تحت الإقامة الجبرية وقتل ثلاثة جزائريين في شارلفيل ولو هافر ومونبيليار، وأصيب المئات وتم اعتقال العديد من الأشخاص على يد الشرطة.
في الثامن والعشرين من مايو قتل الشيوعي الجزائري حسين بلعيد بالقرب من ساحة ستالينغراد خلال مظاهرة احتجاجًا على قدوم الجنرال الأمريكي ماثيو ريدجواي إلى فرنسا، الذي كان متهمًا باستخدام أسلحة بيولوجية في الحرب الكورية. وفي ديسمبر، تم تنظيم تجمع محظور آخر لحزب MTLD في ملعب فل ديف، مما أسفر عن اعتقال 3000 شخص في حي غرينيل (باريس).
شارك 10000 جزائري في مظاهرات الأول من مايو 1953 في مدن دويه وليل وباريس وفالونسيان وغيرها وتدخلت الشرطة كذلك في أنزان وفالونسيان لمنع المتظاهرين من رفع العلم الجزائري، ونتجت عن الاشتباكات مع الشرطة إصابة حوالي 100 شخص واعتقال 200 شخص.
وفي وسط هذه الفترة المميزة بالقمع البوليسي تجاه المناضلين الجزائريين والمتظاهرين، ستنظم أيضًا المسيرات الشعبية في الرابع عشر من يوليو من عام 1953، الموافق للعيد الوطني الفرنسي.

## سير مظاهرة 14 يوليو 1953
في الصباح، نُظِّمَ الاستعراض العسكري على شانزليزيه، وفي فترة ما بعد الظهر، أقيمت المسيرة الشعبية تحت رعاية حركة السلام الفرنسية (Mouvement de la paix)، التي تأسست عام 1949 بهدف توحيد صفوف أنصار السلام في العالم، وحظيت بدعمٍ من الحزب الشيوعي الفرنسي.
قدر عدد المشاركين في هذه المسيرة بين 10000 إلى 15000 متظاهر وصنفتها المديرية العامة للشرطة في باريس على أنها مسيرة صغيرة استنادا إلى عدد المتظاهرين الذي يتبعون المسار التقليدي الذي ينطلق من ساحة الباستيل وينتهي في ميدان لاناسيون، مرورا عبر شارع فوبورغ سانت أنتوان.

### الموكب الشيوعي
انطلقت المظاهرة في حوالي الساعة الثالثة بعد الظهر، وكان الموكب يتقدمه المحاربون القدامى، ثم الجنرالات بينهم الجنرال والسيناتور إرنست بيتي ثم الضباط وبعدهم التنظيمات والحركات المؤيدة للديمقراطية والحرية، ومن بعدهم الكونفدرالية العامة للشغل (CGT) وأنصار حزب حركة الانتصار للحريات الديمقراطية (MTLD). وفي آخر الموكب يأتي الحزب الشيوعي الفرنسي (PCF). كانت الشعارات الرئيسية للموكب تتعلق أساساً بالدفاع عن الحريات، حيث رفعت لافتة «اتحاد الدفاع عن الحريات الجمهورية»، وطلب تحرير المسجونين في فريسنيس مع هتاف «أطلقوا سراح هنري مارتن!»، بالإضافة إلى الدعوة للسلام وايقاف الحرب في الهند الصينية.

### الموكب المصالي
اتخذ قرار مشاركة الجزائريين في المظاهرة يوم 2 يوليو، وذلك في مقر حزب حركة الانتصار للحريات الديمقراطية (MTLD). ووفقًا لعمار بنتومي، الذي سيكون أول وزير عدل للدولة الجزائرية المستقلة في عام 1962، والمؤرخ الجزائري دحو جربال، فإن محمد بوضياف وديدوش مراد هما اللذان كانا وراء إعداد المظاهرة وهما اثنان من المجموعة الستة المؤسسين المستقبليين لحزب جبهة التحرير الوطني (FLN)، الذي ستعلن اندلاع الثورة الجزائرية في العام التالي.
قام أعضاء الحزب بتنظيم المظاهرة وبذلوا جهودًا كبيرة لدعوة المناضلين للانضمام إليهم في المسيرة، حيث قاموا بتوزيع 5000 نسخة من الإعلان التالي:
تابعت السلطات الفرنسية عن كثب تحركات الحزب في الأيام التي سبقت المظاهرة، وقامت بعدها بعدة إعتقالات ضد الجزائريين وألقت القبض على زعيم حركة الطلاب الجزائريين. ولم تتوقف عند ذلك، بل قامت أيضًا بتوزيع منشورات تحذر الناس من الانضمام إلى الجزائريين في المسيرة. وعلى الرغم من هذه العقبات، حضر العديد من أنصار الحزب للمشاركة في هذه التظاهرة.

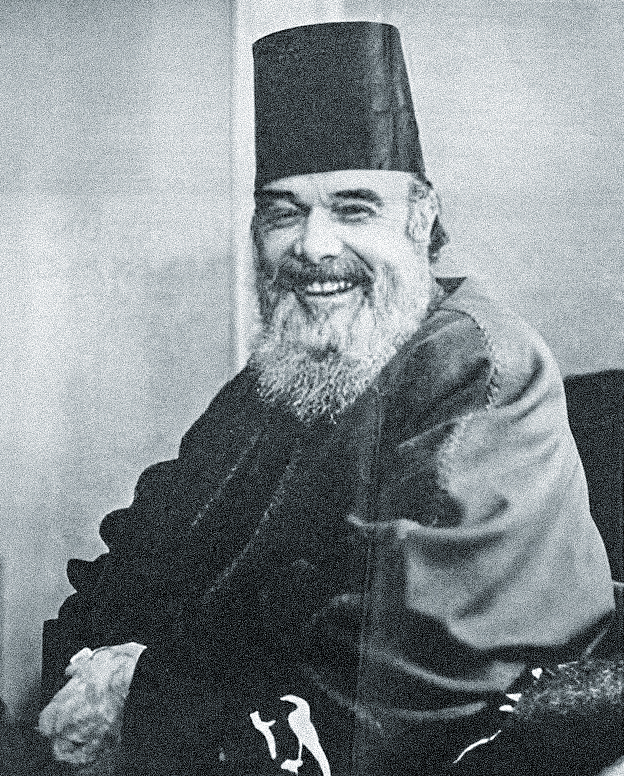
صورة مصالي حاج عام 1959 لصحيفة La Voix du Peuple (صوت الشعب)

كان عدد المتظاهرين الجزائريين بين 6 آلاف و8 آلاف شخص، وشكل هذا الموكب تقريبًا ثلث العدد الكلي للمتظاهرين. حرص المشاركون في الموكب على ارتداء بذلات جميلة وكلاسيكية للدلالة على سلمية المظاهرة. بدأ الموكب في التحرك بكل تماسك وتلاحم، وكانوا يحملون صورة كبيرة للمصلح الحاج زعيب، زعيم الحزب، للتنديد بسجنه.
تكون الموكب من 6 أقسام، وكل قسم يتكون من 50 صف، وفي كل صف يوجد 10 أشخاص. وكانت هناك 10 صفوف مخصصة لقوات الأمن. إضافة إلى وجود 270 شخصًا يحمون جوانب الموكب.

وصفت جانينا بلقلفاط، ابنة مصالي الحاج، التي كانت تترأس الموكب في المسيرة، الأحداث للباحث دانيال كوبفرشتاين قائلة :
انطلق الموكب في تمام الساعة الرابعة مساءً، ووصفته المخابرات الفرنسية بأنه كان موكبًا مهيبًا. وصل الموكب الشيوعي أولاً إلى ميدان لانسيون، بينما غادر الموكب الجزائري إلى ساحة الباستيل تقريبًا في الرابعة والنصف مساءً.
كانت الشعارات الجزائرية تندد بـ 3 مطالب وهي :
- احترام الحريات الديمقراطية في الجزائر («تسقط عنصرية الشرطة»، وندين «استفزازات الشرطة في شمال إفريقيا»، «يفشل القمع الاستعماري المسلط على اتحاد الديمقراطيين الفرنسيين والمناضلين في شمال إفريقيا»)؛
- عودة مصالي الحاج إلى الجزائر وإطلاق سراح جميع المعتقلين السياسيين («كفى من اعتقال السياسيين الجزائريين!»، «أطلقوا سراح مصالي الحاج! أطلقوا سراح بورقيبة!»)؛
- ايقاف الملاحقات القضائية ضد المناضلين الجزائريين.

شهدت المسيرة أيضًا مطالب اقتصادية واجتماعية، مثل «نفس الأجر لنفس العمل» وإطلاق الضمان الاجتماعي حتى في الجزائر«المساعدات الاجتماعية للجميع!».
أفادت التقارير الاستخباراتية الفرنسية بعدم وجود لافتات مرفوعة تحمل مطالب انفصالية، ولكن ترددت هتافات مناهضة للاستعمار من قبل المتظاهرين مثل «نريد الاستقلال!» و«يسقط الاستعمار».

### منصة رسمية في ميدان لاناسيون

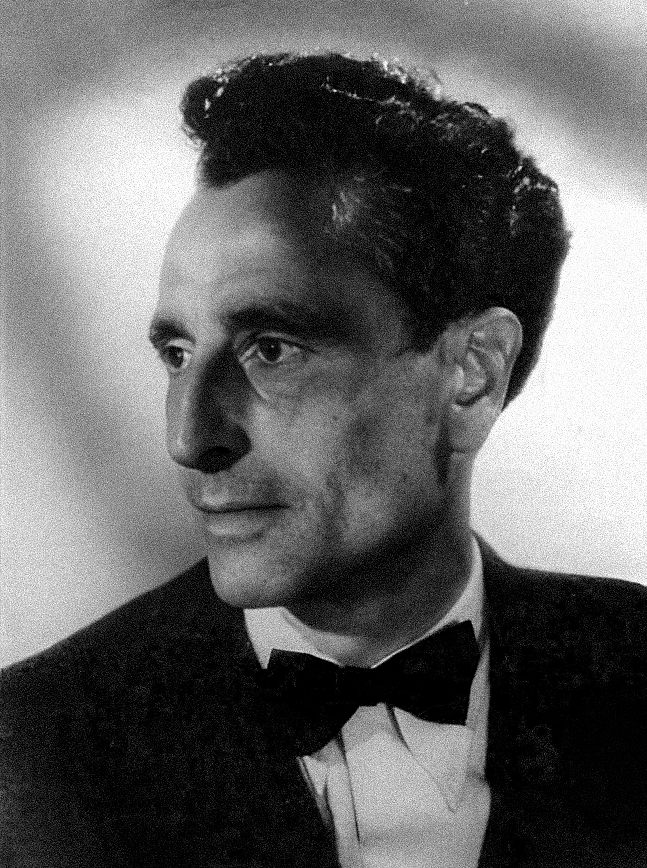
إيمانويل داستييه دي لا فيجيري، نائب في الاتحاد التقدمي الفرنسي UP (مقرب من الحزب الشيوعي الفرنسي).

وُضعت منصة في ميدان لاناسون لاستضافة مئات الشخصيات البارزة الذين كانوا جزءًا من لجنة تنظيم المسيرة أو ممثلي المنظمات والحركات في الشارع. وكان بين هؤلاء الشخصيات إيمانويل داستييه دي لا فيجيري، والأدميرال موليك، والقس أبي بيار، وجاك ليمان، ومارسيل كاشان، والديك روشيه، وفلوريمون بونت، وجورج كونيو، والجنرال إرنست بتيت، وليون موفي، والقس بوسك، وشارل بالانت (ممثل لحركة مكافحة العنصرية وتعزيز الصداقة بين الشعوب)، والأكاديميين جورج أستر، وجورج غيارد، مادلين ريبيريو وروسيل.

### قوات الأمن
في ذلك الوقت، كان جان بايلو يشغل منصب المفتش العام للشرطة، بينما كان موريس بابون يشغل منصب الأمين العام للمديرية العامة للشرطة في باريس.
قبل ثلال أيام من المظاهرة، أصدرت المديرية العامة للشرطة في باريس أمرًا بتطبيق إجراءات صارمة تجاه المناضلين الجزائريين. جاء في الأمر: «لا يُسمح بحمل أي لافتة أو لوحة تحمل كتابة (باللغة الفرنسية أو الأجنبية) تكون مهينة للحكومة الفرنسية أو ممثليها، أو لأي حكومة أجنبية أو ممثليها. كما لا يُسمح بإطلاق أي صيحات أو أهازيج تؤدي إلى اثارة الفتنة.»
تم تجنيد 220 ضابط شرطة وجندي متنقل لتأمين هذه المظاهرة، وذلك نظرًا لتوقع السلطات وجود عشرة آلاف متظاهر. تم تمركزهم في ساحة الباستيل والشوارع المحيطة بميدان لاناسبون. بالإضافة إلى ذلك، تم تخصيص 800 ضابط احتياطي تحسبًا لأي حالة طارئة. تم تجهيز 3 مراكز احتجاز بسعة 150 شخص، وتم استدعاء 12 مترجمًا للعربية. تشير هذه المعلومات إلى أن السلطات توقعت مسبقًا حضور عدد كبير من الجزائريين واحتمالية احتجاز عدد كبير منهم. تقارير المخابرات العامة كشفت أن قوات الأمن حصلت على معلومات حول اجتماعات التحضير الخاصة بحزب حركة الانتصار للحريات الديمقراطية التي عقدت في مقر الحزب بشارع كزافييه بريقاس أياما قبل المظاهرة.

### هجوم المظليين على الباستيل
كانت المظاهرة تمر بشكل عادي، باستثناء بعض المناوشات التي وقعت مع بعض الجنود الفرنسيين من وحدات المظلات الذين كانوا في إجازة باريس بعد عودتهم من الحرب في الهند الصينية. قام هؤلاء الجنود بتعطيل المظاهرة عدة مرات. تم إبلاغ ضابط الأمن بوجود جاك سيدوس بين المثيرين للشغب، وهو مناضل فيشي ومؤسس حركة جون ناسيون التي تبنت أفكارًا نيوفاشية منذ عام 1949.
بعد الهجوم السابق من وحدات المظلات، جاء لهم الرد من قبل المتظاهرين، وقاموا بضربهم أيضًا، مما أدى إلى إصابة 6 أشخاص بجروح خطيرة. ومع ذلك، استمرت هذه الوحدة العسكرية في إثارة الاشتباكات. وعلى الرغم من محاولات الشرطة لطردهم من مسار المظاهرة في كل مرة، إلا أنهم لم يتم اعتقالهم. أصدر الحزب الشيوعي بيانًا عقب ذلك ينتقد فيه هذا السلوك، ويتهم قوات الأمن بحماية مجموعات المشاغبين الذين حاولوا عرقلة المسيرات.

## نهاية المظاهرة الدموية
على الرغم من وقوع بعض الاشتباكات البسيطة، إلا أن المظاهرة استمرت في أجواء عائلية وودية. شاركت جميع الأطراف، بما في ذلك مواكب الشيوعيين والنقابيين، كما هو معتاد في هذه المسيرات الشعبية التي تنظم للاحتفال بقيم الجمهورية. لكن عند وصول الموكب الجزائري إلى ميدان لانسبون، قامت قوات الأمن الفرنسية بإطلاق نار عليهم بشكل مفاجئ وغير متوقع.

### رواية الشرطة الرسمية
في مساء يوم 14 يوليو، نشرت شرطة باريس بيانًا صحفيًا تبرر فيه إطلاق النار بداعي الدفاع عن النفس:
في تلك اللحظة، هاجم حوالي 2000 شمال إفريقي بعنف باستخدام جميع أنواع المقذوفات التي يمكن رميها (مثل الحجارة والعصي المعدنية والطاولات والكراسي)، وكان بعضهم مسلحين بالسكاكين. هاجموا عناصر الشرطة القليلة بوحشية، وقاموا بقلب ثلاث سيارات شرطة متوقفة في أماكن مختلفة وحرقها. وبشكل مفاجئ، تم حصار القوات الأمنية ووجدوا أنفسهم في وضع دفاع شرعي، مما اضطرهم لاستخدام أسلحتهم.
تبنت وسائل الإعلام ذات التوجه اليميني نشر هذه الرواية ونشرتها على نطاق واسع. أشارت تقارير المفتشين إلى وجود أسلحة مثل الزجاجات والقضبان الحديدية والقطع الخشبية والسكاكين داخل موكب الجزائريين، وتحدثت عن حوادث إطلاق نار بين المتظاهرين. استنتج مدير الشرطة في تقريره الموجه إلى المحافظ أن الجزائريين نفذوا عملية مدبرة. ونقلت شهادات قوات الأمن التي نشرت في وسائل الإعلام أو المدرجة في أرشيف الشرطة عن هجوم عنيف من قبل الجزائريين على قوات الأمن ومحاولتهم مواصلة المظاهرة عبر طريق كور دو فانسين.
بعد مرور سنوات عديدة، تبين بشكل واضح أن الروايات قد تغيرت بشكل جذري وتتعارض تمامًا مع النسخة الرسمية للأحداث. نجح المؤرخ دانيال كوبفرشتاين في جمع شهادتين من رجال الشرطة، وأكدت هذه الشهادات أن المتظاهرين الجزائريين لم يكونوا مسلحين، بل كانت الشرطة هي التي هاجمتهم. وأوضح الباحث انطلاقا من هذه الشهادات ضرورة تصنيف الرواية الرسمية بـ «كذبة الدولة»، وأوضحت كذلك المؤرخة دانيال تارتاكوفسكي أنها تعتبر هذه الرواية «خاضعة للمراقبة»، وأشارت محاضرالمفتشين الذين تواجدوا في المظاهرة إلى وجود وضع مختلف تمامًا عن ما تم توثيقه في التقارير النهائية للشرطة لاحقًا.

### رواية المتظاهرين
حاول المؤرخ دانييل كوبرشتاين تحديد تسلسل الأحداث بالضبط عندما كان يجمع الشهادات لإصدار كتابه وإنتاج وثائقي خاص بتلك المظاهرة، ولكن، كانت الروايات متباينة، حيث أشارت إحداها إلى تدخل الشرطة بعد رفع العلم الجزائري وخروج بعض المتظاهرين من المكان المخصص للتظاهر. ومع مرور السنوات، ظهرت الروايات المختلفة وتعارضت تمامًا مع الرواية الأصلية للشرطة.
أدلى أندريه كاهانا، الذي كان طالبًا في المدرسة العليا للأساتذة حين وقوع الأحداث، بشهادته التي تفيد بأنه رأى «ضباط الشرطة يخرجون من شارع غراند شانز (Rue des Grands-Champs) ويطلقون النار بشكل متواصل على الحشد من مسافة ثلاثين مترًا، وكان الحشد غير قادر على الدفاع عن نفسه إلا بالعصي واللافتات والحواجز الخشبية».

نشرت بعض وسائل الإعلام اليسارية مقالات تنتقد سلوك الشرطة، وفي صحيفة لومانيتي، جاءت إحدى هذه المقالات على النحو التالي:

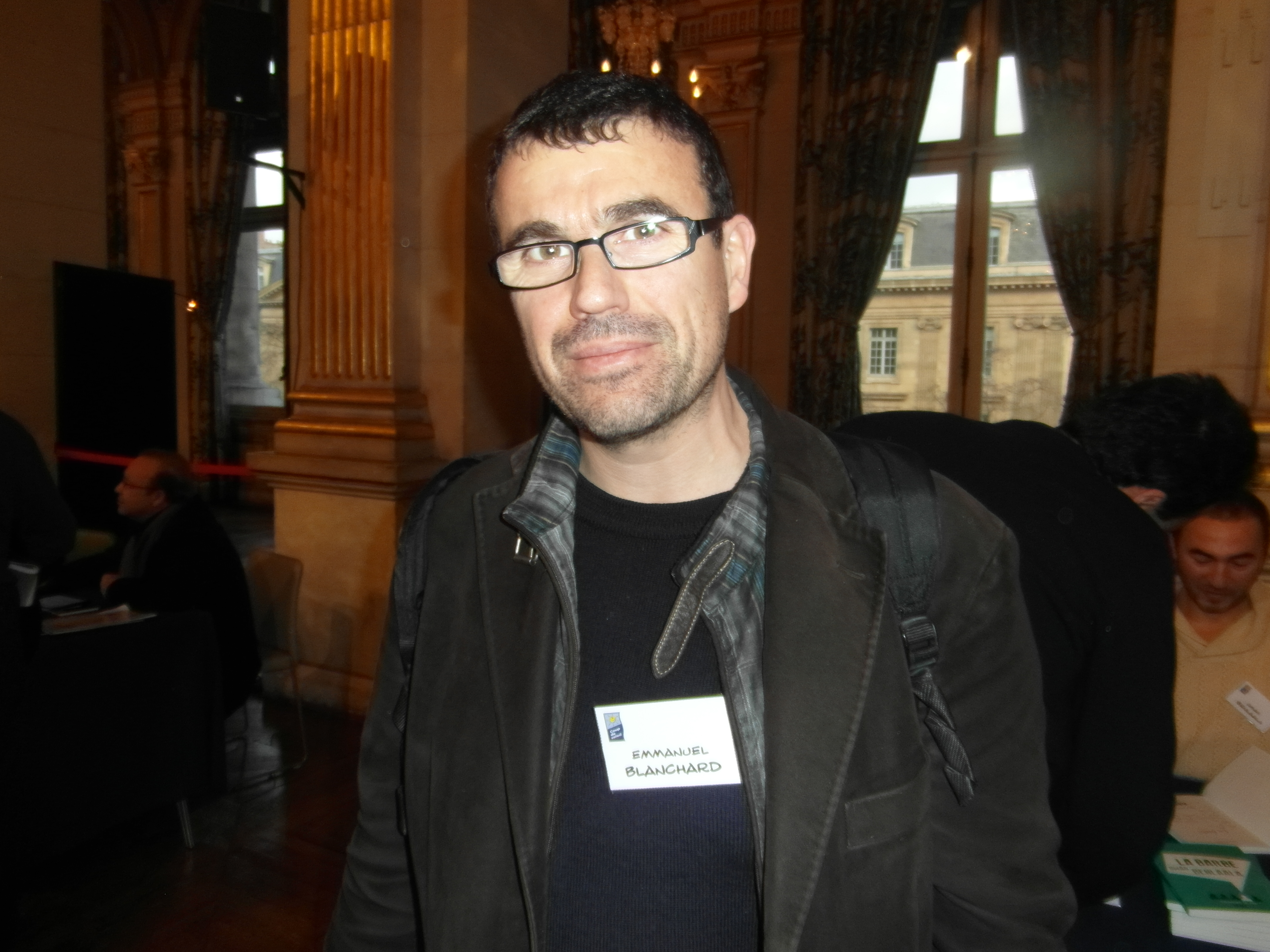
إيمانويل بلانشار، مؤلف كتاب الشرطة الباريسية والجزائريون، 1944-1962.

حدثت اشتباكات قصيرة بين رجال الشرطة والمتظاهرين في ميدان الأمة، حيث تفرقت المظاهرة. ومع ذلك، استمر موكب حركة الانتصار للحريات الديمقراطية في المسيرة لبعض الوقت قبل أن يتفرق. ووفقًا لمصادر أخرى، توجه المتظاهرون نحو شارع العرش لوضع اللافتات والأعلام في شاحنة الحزب تحت المطر، وفجأة قامت قوات الشرطة بإطلاق النار عليهم بشكل متعمد ودون سابق إنذار. يُعتقد أن إطلاق النار جاء من بعض أفراد الشرطة، وليس من القيادة. خلال الفترة من الساعة 17:00 إلى الساعة 17:30، أقام المحتجون حواجز لمواجهة قوات الأمن، وتم حرق ما لا يقل عن سيارتي شرطة.

حتى الآن، لم يتم تحديد الظروف المحيطة بقمع مظاهرة 14 يوليو 1953 بالضبط، وخاصة الأسباب التي أدت إلى ذلك. أكد المؤرخ إيمانويل بلانشار أن الأعلام الجزائرية وصور مصالي الحاج تم رفعها، ولكن كان هذا أمرا شائعا في فرنسا. وفي تلك الفترة، لم يتم إطلاق النار عليهم، على الأقل في باريس! بالنسبة له، لم يكن القمع مخططًا مسبقًا. إنها ردة فعل من حراس السلامة (فرقة شرطة متخصصة في مراقبة المظاهرات) الذين قرروا «إعطاء درسًا» للجزائريين بمبادرتهم الخاصة، دون أوامر بإطلاق النار وأضاف :
ترى المؤرخة دانيال تارتاكوفسكي إنه إذا كانت وفاة شخص واحد يمكن أن تُعتبر خطأً أو «حادث غير مقصود»، فإنه من الصعب تبرير وفاة سبعة أشخاص بهذه الطريقة. وتعتقد أن المناخ السياسي والعنصرية الموجودة في المجتمع الفرنسي تؤدي إلى حوادث مأساوية تتكرر بشكل متزايد، ولا يمكن تصنيفها بعد الآن كأخطاء بسيطة.

## حصيلة
كانت حصيلة هذه المظاهرة الدموية 7 وفيات نتيجة إطلاق النار، بينهم 6 جزائريين وفرنسي، وأصيب قرابة 48 شخصًا بجروح خطيرة. تضررت 20 سيارة شرطة وأُحرقت اثنتين منها.

### قتلى
أعلنت وفاة الأشخاص في مستشفيات متفرقة في باريس ما بين الساعة 17:40 والساعة 20:30.
| الاسم              | الصورة | نبذة عن الضحية | الإصابة                                                                               | مكان الدفن                      |
| ------------------ | ------ | --- | ------------------------------------------------------------------------------------- | ------------------------------- |
| عبد الله باشا      |        | عامل في مصنع للحبر، ولد في عام 1928 في أغبالو (الجزائر).                                                                              | مُصاب برصاصة في منطقة الظهر اخترقته وخرجت من العنق.                                    | أغبالو (ولاية البويرة)، الجزائر |
| العربي داوي        |        | عامل في البناء في سانت دييه، ولد في عام 1926 في عين الصفراء ودفن في تيوت (الجزائر).                                                   | مُصاب برصاصة اخترقت عظم القص ووجدت طريقها عبر القلب.                                   | تيوت (ولاية النعامة)، الجزائر   |
| عبد القادر دراريس  |        | عامل عدانة في شوسون (شركة فرنسية مختصة في صناعة قطع غيار السيارات)، وُلد في عام 1921 في جبالة ودفن في قرية العجائجة في جبالة (الجزائر) | مُصاب برصاصة في منطقة الجدار الجانبي الأيسر من الجمجمة، خرجت من الجدار الجانبي الأيمن. | جبالة (ولاية تلمسان) الجزائر    |
| طاهر ماجن          |        | وُلد في عام 1927 في الدوار هربيل ودُفن في قرية قرقور (الجزائر).                                                                         | مُصاب برصاصة تحت الترقوة اليسرى، اخترقت قلبه ورئتيه.                                   | قرقور (منطقة القبائل)، الجزائر  |
| محمد إيزيدور إيلول |        | عامل في مجال البناء في مركز التدريب في سانت بريست، وُلد في عام 1933 في وادي أميزور ودُفن في نفس مسقط رأسه (الجزائر).                    | مُصاب برصاصة اخترقت حاجب العين الأيسر ووصلت إلى الجمجمة ثم خرجت.                       | أميزمور (ولاية بجاية)، الجزائر  |
| عمار تاجديت        |        | وُلد في عام 1927 في دوار فليسن ودُفن في تيفرة (الجزائر).                                                                                | مصاب برصاصة في الدماغ في منطقة الجبهة اليسرى.                                         | تيفرة (ولاية بجاية)، الجزائر    |
| موريس لوروت        |        | عامل عدانة وُلد في عام 1912 في مونسي-سانت بيير ودفن في مقبرة بير لاشيز (فرنسا).                                                        | مُصاب برصاصة في الصدر على مستوى عظم القص واخترقت الرئة والصدر.                         | باريس، فرنسا                    |

### جرحى
حتى اليوم، يظل حصر العدد الفعلي للمصابين في المسيرة أمرًا معقدًا وصعبًا. ومع ذلك، بفضل ملف التحقيق الذي حصل عليه الباحث إيمانويل بلانشارد والموجود في محكمة الاستئناف إضافة إلى أرشيف مقر شرطة باريس، تمكن من تحديد 47 متظاهرًا أصيبوا برصاص الشرطة فيما كانت قد ذكرت صحيفة الجزائر حرة التابعة لحزب MTLD وجود جريحين آخرين، هما فاسفيكيازان الذي أصيب في الرأس وسيبريان دوشوسون في اليد، ونُقِلا إلى مستشفى سان أنطوان. لكن لم يتم العثور على مزيد من المعلومات حول حالتهما من قبل إيمانويل بلانشارد. وفيما يتعلق بالمؤرخ دانييل كوبفرستين، صرح في الذكرى السبعين للمجزرة بأن عدد الجرحى الذين استطاع التعرف عليهم بلغ 48 شخصًا.
من المؤكد أن عدد المصابين الناتج عن إطلاق النار هو أكثر بكثير من الأرقام المشار إليها، نظرًا لتجنب الجزائريين طلب العلاج في المستشفيات الفرنسية خوفًا من الاعتقال فقد اختاروا عدم الذهاب إليها أو لجؤوا إلى العلاج بصفة مجهولة. على سبيل المثال، صرح تشارلز بالانت، الناشط الفرنسي في مجال حقوق الإنسان: «دلني أحد الرفاق على مستشفى في سان دوني، حيث كان يتمتع بمعرفة هناك سمحت له بطلب العلاج للجرحى الجزائريين والحفاظ على سرية هويتهم.»
كما تعرض العديد من المتظاهرين للضرب بواسطة الهراوات من قبل قوات الأمن، مما أدى إلى حدوث إصابات خطيرة. ولا توجد أي تقارير تفيد بقيام الشرطة بأي عمليات اعتقال خلال المظاهرة.
| المستشفى                       | عدد الجرحى | الهوية والجرح |
| ------------------------------ | ---------- | --- |
| مستشفى سانت أنطوان             | 17         | شريف داركريم (الوجه)، دريس حروات (الكتف)، أحمد بوتوب (الساق)، ساسي حدور (الفخذ)، محمد قطاف (الأعضاء التناسلية)، عمار ساديكوريشين (الساق)، غاستون ديكمان (الفخذ والأعضاء التناسلية)، بوزيد كداش (الساق)، لونيس كايت يُلقب كيب (الذراع)، محمد شيريغوين (الفخذ)، محمد بختي (الفخذ والأنف)، عبد القادر بلوطي (الساق)، محمد بنكبة (رصاصتان في البطن)، مهند عيت إيدير (الساق)، حسين براش (الفخذ)، محمد شريف عمور (القدم) ولالم أتاب (الساق). |
| مستشفى سانت لويس               | 8          | جان لوران (الساق)، لالهو تالا-إغيل (الفخذ)، إدير تيرادج (الفخذ)، حسين كيشو (الرقبة)، بوعالم بلقاسم (الفخذ)، أحمد رحموني (رصاصتان في الساق)، راباش سليمل (الساق) وعلي بوخاوي (الصدر). |
| مستشفى بوبيني الفرنسي الإسلامي | 6          | بنفلدا لاوجدج (رصاصتان في الساق)، محمد صديني (اليد والذراع)، محمد عياش (الركبة)، حنفي حنفي (اليد والقدم)، كاسي زواني (الفخذ) ونايت شلال (الفخذ). |
| مستشفى لاريبوازيير             | 4          | جوزيف زلوتنيك (الفخذ والأعضاء التناسلية)، سعيد دااسي (الكتف الأيسر والفخذ)، راش سعدي (القدم) ولوسيان أشيل كاريه (الساق). |
| مستشفى روتشيلد                 | 4          | عقلي قمادي (الذراع)، أمزيان أودجدي (الساق)، محمد لودا (الساق) وعمار عرواس (الصدر). |
| مستشفى تينون                   | 2          | مسعود بودا (رصاصتان في البطن) وعبد الله حميتوش (الساق). |
| مستشفى ديو                     | 2          | أحمد عيت كليفا (الصدر) ومحمد سعدي (الصدر). |
| مستشفى فوجيرار                 | 1          | لالهو بناتو (القدم). |
| مستشفى سانت دوني               | 1          | محمد حسين (الفخذ). |
| غير معروف                      | 3          | عشون تازاجارت (الكتف) ومحمد ميزيان (القدم)، . |
| المجموع                        | 48         | من بين الجرحى البالغ عددهم 48 شخصًا، يوجد 44 من الجنسية الجزائرية. |

### شرطيون مصابون
وفقًا للتقارير الرسمية الصادرة عن الجهات الفرنسية المختصة، تم تسجيل إصابة 89 شرطيًا خلال المسيرة، بما في ذلك 19 حارسًا للسلام التابعين للشرطة الفرنسية. وعلى الرغم من ذلك، أظهرت التحقيقات في الحادثة وجود 53 إصابة طفيفة لم يتم منح أصحابها إجازة مرضية. يجدر الإشارة إلى أنه لم يتم تسجيل أي حالات من الشرطة المصابة بالرصاص.

### مصورون مصابون
تعرض مصور صحيفة لو باريزيان ليبر، روبرت تريكور، للضرب على أيدي حراس السلام وتحطمت معدات التصوير الخاصة به، لكن المفوض أندريه بونديس لم يذكر ذلك في تقريره الموجه إلى المدير العام للشرطة، وقال أنه التقى بالمصور، لكنه «لم يحمل أي أثر للضربات ولم يعلن قط عن تعرضه للضرب.»

## بعد المظاهرة

### تقديم الإسعاف للمصابين وروح التآخي
تكدست المستشفيات القريبة من المظاهرة بالمرضى (مثل سان أنطوان، وسانت لويس، وتينون، وروتشيلد) ونُقل بعض المصابين لمستشفيات أبعد، مثل مستشفى لاريبوازير أو المستشفى الفرنسي الإسلامي في بوبيني. كما نُظمت حملة تضامن كبيرة مع المصابين، وفقًا لما أشار إليه عبد الحميد المقراني:
بعد الكارثة، اندلعت مظاهرات تضامنية في جميع أنحاء منطقة باريس بدءًا من المساء نفسه. قام فرع فينسين للحزب الشيوعي الفرنسي بتوزيع 2000 نسخة من نشرة تدعو السكان للتوحد «لكي لا تطلق الشرطة الفرنسية النار على الشعب الفرنسي». قام 800 شخص بالوقوف دقيقة صمت خلال حفل راقص في جزيرة سانت لويس. وحدثت نفس الحالة أيضًا في حفلة راقصة في فونتيناي-سو-بوا. تم إيقاف حفلات الرقص في منطقة بوتو أوكاي (الدائرة الثالث عشر) وميدان جان دارك وماركس دورموا (الدائرة الثامن عشر) وميدان لا ريونيون (الحي العشرون) وشامبيني كتعبيرعن الحداد.

### عنف الشرطة
لم تقم الشرطة بأي اعتقالات خلال المسيرة، لكن في الأيام الموالية باشرت الحملات التعسفية، عنونت صحيفة ليبراسيون «حملات اعتقال معادية للجزائريين في منطقة باريس»، نُظمت حملات شرطية في حي لا غوت دور، الذي كان يضم جالية جزائرية كبيرة من المهاجرين. في 15 يوليو، تم اعتقال النشطاء هنري جيرو وهنري بولار وفرناند ويرثي وهم يوزعون منشورات تحمل عنوان «عمال مقتولون في 14 يوليو». تم القبض عليهم وتم تغريمهم 6,000 فرنك بتهمة توزيع المنشورات بدون ذكر اسم الطابعة. في 19 يوليو، أطلق شرطي النار مرتين على مناضل جزائري في حركة الانتصار للحريات الديمقراطية (MTLD) أثناء توزيعه للمنشورات.

### جنازة

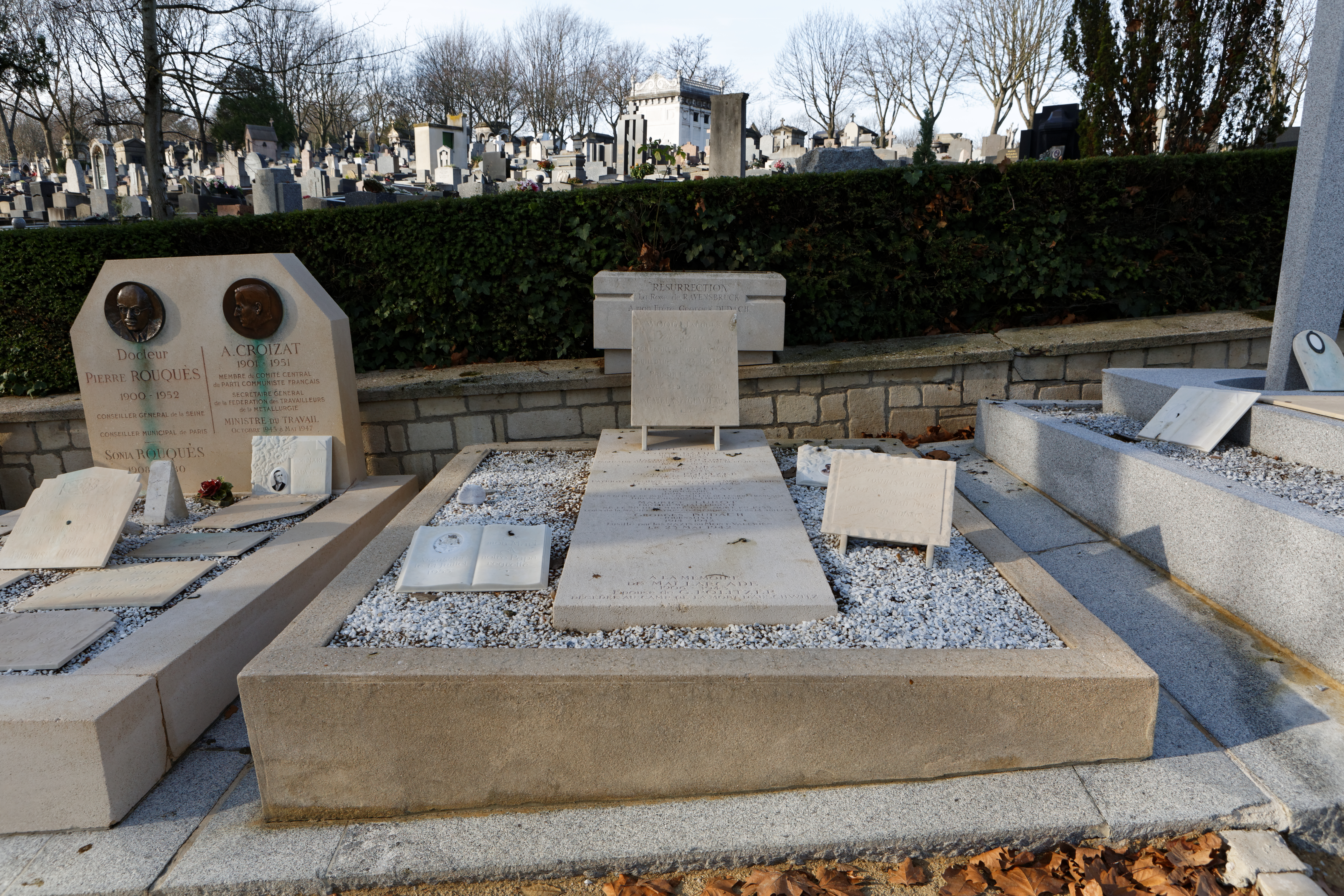
قبر جماعي في مقبرة بير لاشيز، مكان دفن موريس لورو.

نُقلت جثث الموتى الجزائريين إلى مسجد باريس الكبير لإقامة صلاة الجنازة. حضر عدد كبير من الشخصيات الفرنسية لإلقاء نظرة أخيرة على الجثث، بمن فيهم لوران كازانوفا وليون فيكس (أعضاء في الحزب الشيوعي الفرنسي)، وأحمد بومنجل من الاتحاد الديمقراطي للبيان الجزائري، وأليس سبورتيس جوميز نادال من الحزب الشيوعي الجزائري، إلى جانب عبد القادر قادي، لخضر براهيمي، إيف دوشيل من مؤتمر الشعوب ضد الاستعمار، ولويس ماسينيون، أستاذ في كلية فرنسا، وشارل أندريه جوليان، أستاذ في السوربون وعضو في لجنة فرنسا-المغرب، وكذلك كلود بورديه من مجلة لوبزيرفاتور، وجورج سوفيرت من مجلة تيمونياج كريتيان، وألبير بيغان من مجلة إسبري.
في اليوم الموالي، عُرضت التَوابيتُ الستة في دار الميتالو في أجواء مهيبة من الحزن وبعد الظهر، دُفن الفرنسي موريس لورو (عضور في CGT) في مقبرة بير لاشيز.
أربعة ضحايا جزائريين نُقلوا على الفور إلى الجزائر. دفن عبد الله باشا في باهاليل (ولاية بويرة)، وعبد القادر دراريس في جبالة (ولاية تلمسان)، وطاهر مجني في قرقور (ولاية بويرة). ووفقًا لجريدة لومانيتيه الصادرة في 26 من يوليو، يُشاع أن جثمان عمار تاجاديت سُرق من عائلته من قبل جنود فرنسيين ودفن «بشكل مفاجئ». دُفن جثماني العربي داوي موهوب إيلول في القسم الإسلامي بمقبرة بوبيني لأسباب إدارية.
نظم الحزب الشيوعي الفرنسي اجتماعًا تكريميًّا لضحايا الحادث في 21 يوليو 1953 في سيرك ديفير، حضره العديد من الأشخاص وكان من بين المتحدثين كانت يوجيني كوتون، والدكتور بنيامين جينسبورغ، رئيس حركة مكافحة العنصرية ومعاداة السامية، والقس يان بوسك، وهنري راينود من الاتحاد العام للعمال (CGT)، وجورج كونيو، وغيرهم.

## ذكرى المجزرة
تم تجاهل هذه المجزرة لعدة سنوات، باستثناء عائلات الضحايا الذين كانوا يستذكرون هذا الحدث. لم يتم إيلاء أي اهتمام أو اعتبار لهذه المجزرة أو لضحاياها، سواء من الجانب الجزائري أو الفرنسي، ولا حتى من قِبل التنظيمات الشيوعية الفرنسية.

### بدابة الإعتراف الفرنسي

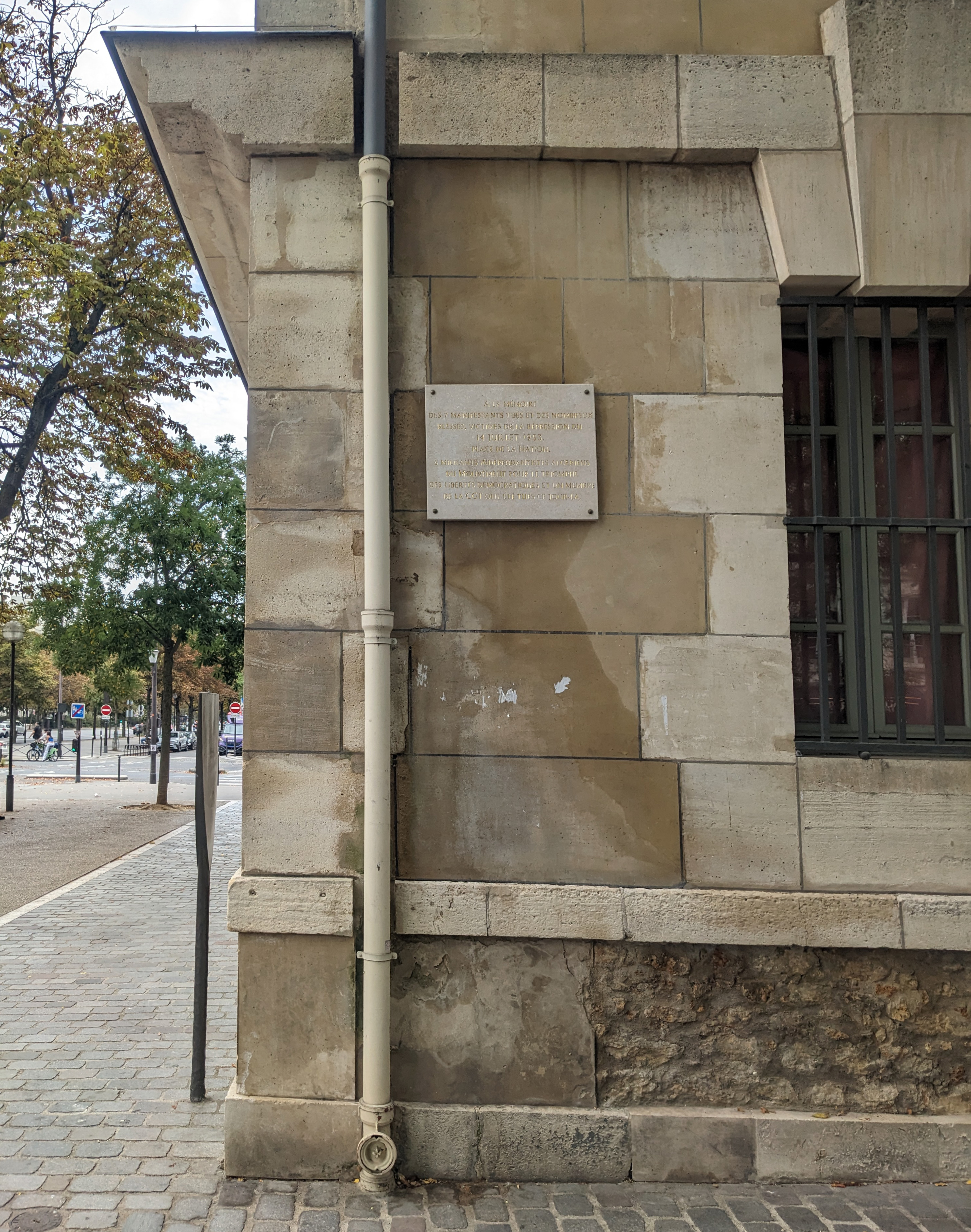
صورة اللوحة التذكارية لضحايا المجزرة في مبنى فيليب أوغست.

لم تعترف فرنسا بالمجزرة إلا بعد 63 سنة وذلك حينما تمت المصادقة الرسمية الأولى من قبل بلدية باريس، بعد اقتراح من نيكولا بونيه أولالدج، رئيس المجموعة الشيوعية في بلدية باريس، الذي اعتمد قرارًا في بداية عام 2017 بتثبيت لوحة تذكارية لأحداث 14 يوليو 1953 في ساحة الأمة. تم تدشين اللوحة التذكارية في 6 يوليو 2017، وتم وضعها في ساحة جزيرة لا ريونيون، على واجهة مبنى فيليب أوغست، وتحمل اللوحة العبارة التالية:
تمت الذكرى بحضور جمع غفير، بما في ذلك نائبة عمدة باريس المسؤولة عن الذاكرة والمحاربين كاثرين فيو شارييه، عمدة الحي الثاني عشر كاثرين باراتي-الباز، دانيال كوبفرشتاين (المؤرخ)، آلان روسيو، مسؤولين محليين، ناجين، أفراد عائلات الضحايا، نشطاء من حركة الانتصار للحريات الديمقراطية نقابيين ومؤرخين.
وبمناسبة الذكرى السبعينة، تم تحديث اللوحة التذكارية :
- عبدالله باشا، 25 عامًا
- العربي داوي، 27 عامًا
- عبد القادر دراريس، 32 عامًا
- محمد إيلول، 20 عامًا
- طاهر ماجن، 26 عامًا
- عمار تجاديت، 26 عامًا
- موريس لوروت، 41 عامًا.» – بلدية باريس

### مقالات ذات صلة
- الثورة الجزائرية
- حركة الانتصار للحريات الديمقراطية

### روابط خارجية
- 14 يوليو 1953 مقتل ستة جزائريين وفرنسي برصاص الشرطة في باريس (فرانس 24)

### بيانات المراجع
الأعمال المستخدمة في كتابة المقال

#### باللغة الفرنسية
- Maurice Rajsfus (2003). 1953, Un 14 juillet sanglant (بالفرنسية). ISBN:979-10-97079-71-0.
- Daniel Kupferstein (2017). Les balles du 14 juillet 1953 : Le massacre policier oublié de nationalistes algériens à Paris (بالفرنسية). ISBN:978-2-7071-9678-1.
- Jacques Simon (2015). Paris 1953 : Un 14 juillet rouge du sang algérien (بالفرنسية). ISBN:978-2-343-05759-0.